# Takazato Suzuyo
Takazato Suzuyo (kanji: 高里鈴代, sinh năm 1940) là một nhà hoạt động vì nữ quyền và hoà bình người Nhật Bản. Bà cũng là tác giả của câu hỏi: "Thực sự quân đội bảo vệ cho ai?" (For whom does the military provide security?)
Bà hoạt động tại hai tổ chức chính với cương vị: Giám đốc của Tổ chức dành cho phụ nữ Okinawa chống lại các hành động bạo lực từ quân đội (Okinawa Women Act Against Military Violence); và Mạng lưới phụ nữ Đông Á-Mỹ-Puerto Rico chống lại Chủ nghĩa Quân phiệt (East Asia-US-Puerto Rico Women’s Network against Militarism).
Năm 2005, bà nằm trong số 1.000 phụ nữ được đề cử cho giải Nobel Hoà bình.

## Tiểu sử và Sự nghiệp
Takazato sinh năm 1940 tại Đài Loan. Bà tốt nghiệp trường Đại học Okinawa Christian Junior. Bà làm việc với tư cách là cố vấn cho phụ nữ trong Chính quyền thành phố Naha trước khi trở thành Thành viên Hội đồng thành phố Naha trong suốt bốn nhiệm kỳ tương đương 15 năm.
Vào đầu những năm 1980, Suzuyo bắt đầu đấu tranh cho những phụ nữ là nạn nhân của bạo lực tình dục và làm việc trong ngành công nghiệp tình dục bất chấp những rào cản cực kỳ lớn để bảo vệ và đảm bảo những quyền con người cơ bản cho họ. Bà đã tranh cử để trở thành thành viên Hội đồng thành phố Naha, trúng cử và làm việc trong bốn nhiệm kỳ. Thời gian này, bà tập trung vào các vấn đề về quyền phụ nữ, trẻ em và những người tàn tật, ngoài ra bà cũng quan tâm đến bảo vệ môi trường và an toàn thực phẩm.
Năm 1995, bà tham gia Diễn đàn Thế giới Phụ nữ lần thứ 4 tại Trung Quốc với tư cách trưởng đoàn đại biểu. Tại đây, bà trình bày các phân tích về bạo lực do quân đội Mỹ gây ra đối với phụ nữ tại Okinawa. Sau khi trở về Okinawa, bà cùng các đại biểu khác tiếp tục các hoạt động tuyên truyền về việc lạm dục tình dục do lính Mỹ gây ra. Bất chấp các hoạt động tích cực để bảo vệ phụ nữ của bà cùng các nhà hoạt động vì nữ quyền khác, chính phủ Nhật và quân đội Mỹ không có mấy động thái tích cực để đáp lại. Chính vì vậy, vào tháng 11 năm 1995, bà đã thành lập tổ chức Phụ nữ Okinawa chống lại các hành động bạo lực của quân đội (Okinawa Women Act Against Military Violence). Tổ chức này bao gồm rất nhiều phụ nữ đang hoạt động vì nữ quyền và hoà bình, với nhiệm vụ chính là vạch trần các hành động bạo lực của lính Mỹ đối với phụ nữ cũng như thực hiện các hoạt động vì hoà bình và an ninh khác. Tổ chức còn cho ra đời một cuốn niên giám về các tội ác về tình dục do lính Mỹ gây ra kể từ năm 1945. Cuốn niêm giám liên tục được cập nhật và đến nay đã có ấn bản thứ bảy. Bà cũng thành lập một trung tâm khẩn cấp để cố vấn và can thiệp vào các trường hợp phụ nữ bị hãm hiếp ở Okinawa.
Các hoạt động của bà cùng tổ chức đã đưa đến nhiều cuộc biểu tình phản đối quân đội Mỹ tại Okinawa.
Ngoài ra, bà cũng tham gia vào Mạng lưới phụ nữ Đông Á-Mỹ-Puerto Rico chống lại Chủ nghĩa Quân phiệt (East Asia-US-Puerto Rico Women’s Network against Militarism).
Công trình nghiên cứu nổi tiếng của bà có tên: Phụ nữ Okinawa: quyền phụ nữ, căn cứ quân sự và quân đội (Okinawan women: women's rights, bases and the military).
Năm 2005, bà cùng 1.000 phụ nữ khác trên toàn thế giới được đề cử cho giải Nobel Hoà Bình.